# Dick Rowland
Dick Rowland, también conocido como "Diamond Dick Rowland", fue un limpiabotas afroamericano, de 19 años, quien fue acusado de agredir a Sarah Page (1899-1967), una ascensorista erróneamente descrita en la prensa como de 17 años del edificio Drexel.
Según la acusación legal, Rowland habría entrado en el ascensor del edificio para hacer uso del único baño permitido para su uso por personas afroamericanas. Al poco de cerrar las puertas, Page gritó mientras que Rowland salía corriendo del ascensor. La versión oficial afirma que Rowland había rasguñado a Page en un intento de abuso en contra de la joven, mientras que la versión más probable es que Rowland, un joven grande, tropezó y le había accidentalmente pisado el pie. Page gritó sorprendida y enfadada le golpeó con su bolso. Tras la detención de Rowland, alentados por falsas informaciones amarillistas en prensa y en vista de la clara implicación racista, la segregación racial de la época, la costumbre por parte de la población no afroamericana de promover linchamientos y el resentimiento por el hecho de que muchos afroamericanos en esa región del barrio Greenwood conocido como El Wall Street Negro prosperaban económicamente, se iniciaron varios episodios de violencia contra la población afroamericana que culminó en los disturbios raciales de Tulsa. Page, la supuestamente atacada, se negó a presentar cargos en contra de Rowland.

## Biografía
El nombre de nacimiento de Rowland era Jimmie Jones. Se desconoce su lugar de nacimiento. 
En 1908 él y sus hermanas eran huérfanos y vivían en Vinita (Oklahoma). Jones fue adoptado informalmente por Damie Ford, una mujer afroamericana. Aproximadamente en 1909, Ford y Jones se mudaron a Tulsa, para unirse a la familia de Ford, los Rowland. Finalmente, Jones tomó Rowland como su apellido y eligió el nombre de Dick, su nombre favorito. Rowland asistió a escuelas segregadas, incluida la escuela secundaria Booker T. Washington.
Finalmente Rowland abandonó la escuela para trabajar como limpiabotas en un establecimiento de billar y una tienda de ropa en uno de los callejones de Main City Avenue en el centro de Tulsa. 

## Incidente con Page
Como Tulsa era una ciudad segregada donde estaban vigentes las leyes Jim Crow, a los ciudadanos afroamericanos no les era permitido usar los mismos baños que usaban los ciudadanos no afrodecendientes. No había instalaciones separadas para afroamericanos en la callejuela donde trabajaba Rowland, y el propietario había hecho arreglos para que los empleados afroamericanos usaran un baño ubicado en el último piso del edificio en las inmediaciones del sitio.
El 30 de mayo de 1921, Rowland intentaba subirse al ascensor del edificio Drexel para usar el baño para personas afroamericanas o bien para llevar zapatos pulidos a algún cliente del edificio. Aunque los hechos exactos son desconocidos o controvertidos, según los relatos más aceptados, Rowland tropezó aparentemente porque el ascensor no se detuvo al mismo nivel del piso, y tratando de no caerse, agarró lo primero que pudo, el brazo de la ascensorista Sarah Page. Ella gritó sobresaltada y un empleado de una tienda del primer piso llamó a la policía para informar el incidente cuando vio a Rowland huyendo de la escena. La secretaria del primer piso denunció el incidente como un intento de robo.

## Arresto
Rowland fue arrestado al día siguiente del incidente del ascensor, el 31 de mayo de 1921, por un oficial y su compañero afroamericano. Las acciones posteriores de los ciudadanos en un aparente intento de linchar a Rowland, y de ciudadanos afroamericanos que intentaban protegerlo, provocaron un motín que duró 16 horas y causó la destrucción de más de 35 cuadras de la ciudad y 1.256 viviendas en un próspero barrio afroamericano de Tulsa, con más de 800 heridos y la muerte de 300 ciudadanos afroamericanos y 13 no afroamericanos.
El caso contra Dick Rowland se abandonó a fines de septiembre de 1921. La acusación se enfocó en la recepción de una carta del fiscal del condado que defendía a Sarah Page en la que decía que no quería proseguir con los cargos en contra de Rowland. Según su madre adoptiva Damie Ford, cuando Rowland fue liberado, inmediatamente se fue de Tulsa a Kansas City. Poco más se sabe sobre el resto de su vida.